# Trockenrasenflächen bei Karsdorf
Koordinaten: 51° 16′ 3″ N, 11° 40′ 29″ O
Die Trockenrasenflächen bei Karsdorf sind ein Naturschutzgebiet in Sachsen-Anhalt. 

## Beschreibung
Das 70,0 Hektar große Naturschutzgebiet mit der Nr. NSG 0140 liegt unmittelbar südöstlich von Karsdorf im Burgenlandkreis auf einer Höhe von 160 bis 225 m ü. NN im Landschaftsschutzgebiet „Unstrut-Triasland“ und ist Bestandteil des 193 ha großen FFH-Gebietes 147 Trockenrasenflächen bei Karsdorf und Glockenseck. 
Schutzziel ist es, die typische Vegetation und Fauna von großflächigen, artenreichen Trocken- und Halbtrockenrasen zu erhalten und zu pflegen. Die ehemals als Nieder- bzw. Mittelwälder bewirtschafteten natürlichen Laubholzbestockungen sollen geschützt werden.